# Samuel Z. Arkoff

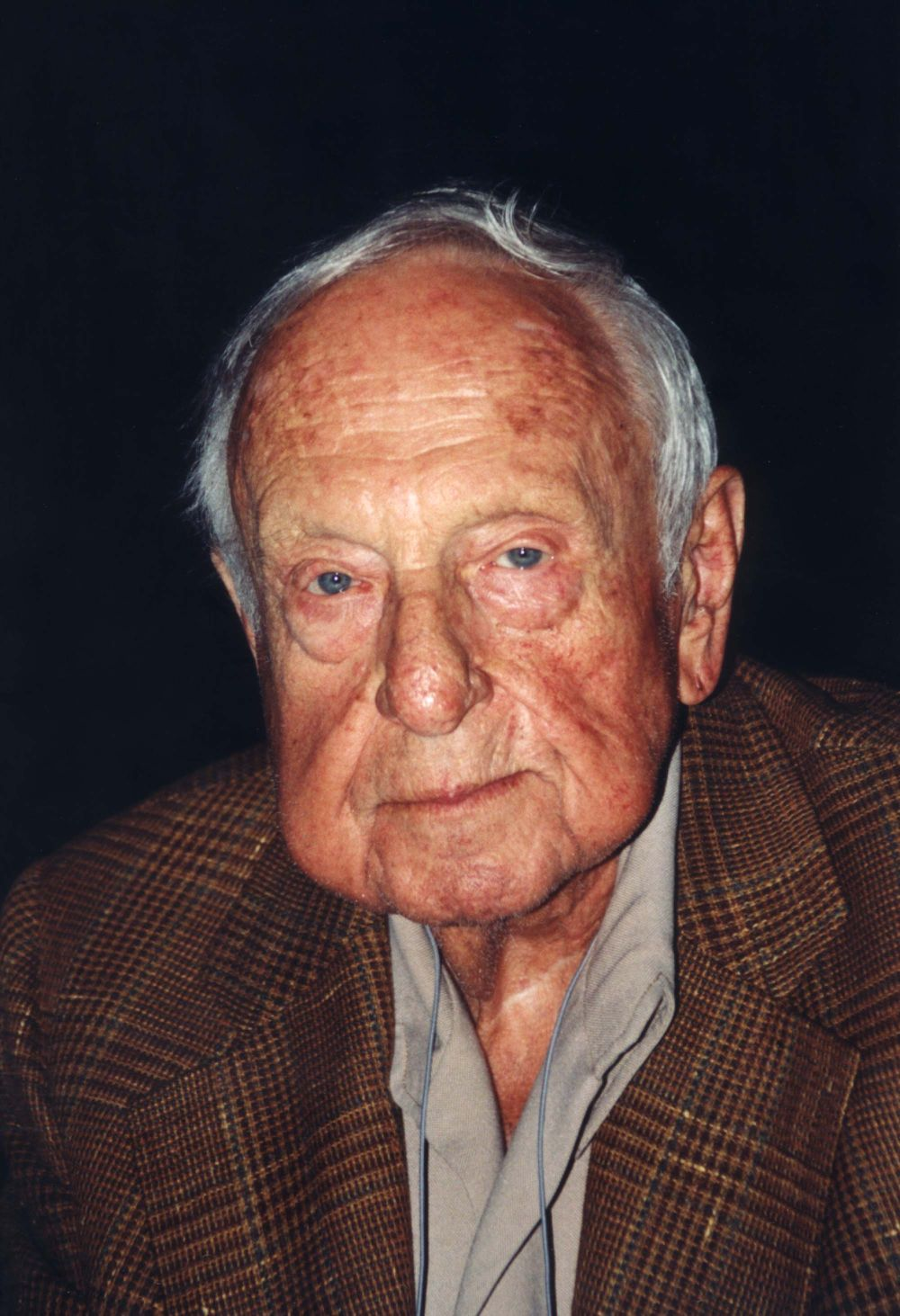
Samuel Z. Arkoff

Samuel Zachary Arkoff (* 12. Juni 1918 in Fort Dodge, Iowa; † 16. September 2001 in Burbank, Kalifornien) war ein US-amerikanischer Filmproduzent.

## Leben
Arkoff galt als „König des Low-Budget-Films“. Zunächst begann er als auf die Unterhaltungsbranche spezialisierter Rechtsanwalt. 1954 gründete er zusammen mit James Harvey Nicholson den von den großen Studios unabhängigen Filmverleih American Releasing Corporation, der bald darauf in die Produktionsfirma „American International Pictures (AIP)“ umgewandelt wurde. Wichtigster kreativer Mitarbeiter von AIP war der Regisseur und Produzent Roger Corman, der sich 1970 von der Firma trennte, nachdem Arkoff Cormans Film GAS-S-S-S gegen dessen Willen umschneiden ließ. Ein Jahr später verließ auch James Nicholson die Firma. Arkoff führte die AIP einige Jahre allein und fusionierte 1978 kurzzeitig mit Filmways, Inc., bis die Gesellschaft schließlich 1982 an Orion Pictures verkauft wurde.
Arkoff produzierte etwa 150 Filme, darunter Der Tod hat schwarze Krallen, Dressed to Kill, Das Bildnis des Dorian Gray und American Monster.

## Die „Arkoff-Formel“
Die Formel bildet die Checkliste vor allem in einer Low-Budget-Produktion:
- A ction (spannend und unterhaltsam)
- R evolution (Roman oder kontroverse Themen und Ideen)
- K illing (ein gewisses Maß an Gewalt)
- O ratory (bemerkenswerter Dialog und Reden)
- F antasy (Fantasien gemeinsam mit dem Publikum)
- F ornication (Sexappeal, für junge Erwachsene)

## Filmografie
- 1955: Ausgeburt der Hölle (The Beast with a Million Eyes)
- 1956: Geschöpf des Schreckens (The She-Creature)
- 1957: Lederjacken rechnen ab (Motorcycle Gang)
- 1957: Invasion of the Saucer Men
- 1957: Der Koloß (The Amazing Colossal Man)
- 1958: Die Höllenkatze (The Bonnie Parker Story)
- 1958: Gigant des Grauens (War of the Colossal Beast)
- 1958: Die Rache der schwarzen Spinne (Earth vs. the Spider)
- 1959: Das schwarze Museum (Horrors of the Black Museum)
- 1960: Der rote Schatten (Circus of Horrors)
- 1960: Die Stunde, wenn Dracula kommt (La Maschera del demonio)
- 1960: Die Verfluchten (House of Usher)
- 1961: Das Pendel des Todes (Pit and the Pendulum)
- 1961: Robur, der Herr der sieben Kontinente (Master of the World)
- 1962: Journey to the Seventh Planet
- 1962: Lebendig begraben (Premature Burial)
- 1963: Der Rabe – Duell der Zauberer (The Raven)
- 1963: Sprengkommando Ledernacken (Operation Bikini)
- 1963: Die Folterkammer des Hexenjägers (The Haunted Palace)
- 1963: Der Mann mit den Röntgenaugen (X)
- 1963: Ruhe Sanft GmbH (The Comedy of Terrors)
- 1964: Pyjama-Party (Pajama Party)
- 1965: Frankenstein – Der Schrecken mit dem Affengesicht (Furankenshutain tai chitei kaijû Baragon)
- 1965: Planet der Vampire (Terrore nello spazio)
- 1965: Dr. Goldfoot und die Bikini-Maschine (Dr. Goldfoot and the Bikini Machine)
- 1969: Das ausschweifende Leben des Marquis de Sade (De Sade)
- 1970: Das Bildnis des Dorian Gray
- 1970: Voodoo Child (The Dunwich Horror)
- 1971: Das Schreckenskabinett des Dr. Phibes (The Abominable Dr. Phibes)
- 1971: Frankensteins Kampf gegen die Teufelsmonster (Gojira tai Hedorâ)
- 1972: Frogs (Frogs)
- 1972: Die Rückkehr des Dr. Phibes (Dr. Phibes Rises Again)
- 1972: Blacula (Blacula)
- 1975: Caprona – Das vergessene Land (The Land That Time Forgot)
- 1976: Abrechnung in San Francisco (Gli esecutori)
- 1976: Futureworld – Das Land von Übermorgen (Futureworld)
- 1976: Die Insel der Ungeheuer (The Food of The Gods)
- 1976: Nina – Nur eine Frage der Zeit (A Matter of Time)
- 1976: Der Supermann des Wilden Westens (The Great Scout And Cathouse Thursday)
- 1977: In der Gewalt der Riesenameisen (Empire of the Ants)
- 1977: Caprona 2. Teil (The People That Time Forgot)
- 1977: Die Insel des Dr. Moreau (The Island of Dr. Moreau)
- 1978: Der wilde Haufen von Navarone (Force 10 from Navarone)
- 1982: American Monster (Q)
- 2001: Der Todesengel aus der Tiefe (Mermaid Chronicles Part 1: She Creature)